# La Pierre
La Pierre is een gemeente in het Franse departement Isère (regio Auvergne-Rhône-Alpes) en telt 439 inwoners (2004). De plaats maakt deel uit van het arrondissement Grenoble.

## Geografie
De oppervlakte van La Pierre bedraagt 3,3 km², de bevolkingsdichtheid is 133,0 inwoners per km².
De onderstaande kaart toont de ligging van La Pierre met de belangrijkste infrastructuur en aangrenzende gemeenten.

## Demografie
Onderstaande figuur toont het verloop van het inwonertal (bron: INSEE-tellingen).